# Forever (album des Spice Girls)
Pour les articles homonymes, voir Forever.
Albums de Spice Girls
Spiceworld
(1997) Greatest Hits
(2007)
Singles
1. Holler/Let Love Lead the Way
Sortie : 23 octobre 2000

Forever est le troisième et dernier album des Spice Girls. Publié le 1er novembre 2000 au Royaume-Uni, il est le seul album enregistré sans Geri Halliwell, qui rejoindra le groupe en 2007.
Bien qu'il ne réussisse pas à égaler le succès commercial des deux précédents albums du groupe, Forever atteint la deuxième place des charts britanniques et se vend à plus de quatre millions d'exemplaires dans le monde.
L'opus génère un single double face A : Holler/Let Love Lead the Way, qui est un succès se classant à la 1re place au Royaume-Uni, dès sa sortie. Il s'agit du neuvième numéro un du groupe au Royaume-Uni, faisant des Spice Girls le groupe féminin à avoir classé le plus de singles en tête des ventes dans ce pays.
Il comprend en bonus, le single à succès Goodbye, sorti en 1998.

## Historique
Après avoir triomphé avec leur premier opus Spice, qui avait déclenché la « Spice Mania », un phénomène de société mondial, équivalent à celui de la « Beatlemania,,,, », les Spice Girls commencent alors à travailler sur un projet de film et d'album tous deux intitulés Spiceworld.
En mai 1998, Geri Halliwell quitte le groupe à la suite d'une trop grande surexposition médiatique.

## Singles
Goodbye est un single sorti le 14 décembre 1998 au Royaume-Uni. Le titre est écrit par les Spice Girls, ainsi que Richard Stannard et Matt Rowe. C' est une ballade pop, qui parle d’un aurevoir. La chanson est un succès mondial immédiat, se classant à la 1re place au Royaume-Uni, dès sa sortie, et y reste deux semaines C'est le huitième no 1 des Spice Girls au Royaume-Uni et le 3e successif pendant la semaine de Noël (après 2 Become 1 en 1996 et Too Much en 1997), égalant ainsi le record détenu par les Beatles (avec I Want to Hold Your Hand en 1963, I Feel Fine en 1964 et Day Tripper / We Can Work It Out en 1965). Elle s'érige à la 1re place des meilleures ventes de singles dans de nombreux pays comme le Brésil, le Canada, l'Italie, l'Irlande et l'Écosse,,,.
Holler et Let Love Lead the Way font l'objet d'un single double face A sorti le 23 octobre 2000 au Royaume-Uni. Holler est écrite par les Spice Girls, Lashawn Daniels, Fred Jerkins III et Rodney Jerkins et composée par Rodney Jerkins. Holler est une musique r&b, qui parle du désir féminin.
Let Love Lead the Way est écrite par les Spice Girls, Lashawn Daniels, Fred Jerkins III, Harvey Mason Jr et Rodney Jerkins et composée par Rodney Jerkins, ainsi que par Harvey Mason Jr. Let Love Lead The Way est une ballade r&b, parlant de la perception de l'amour.

## Performance commerciale
Bien qu'il ne rencontre pas le même succès que leurs deux précédents albums, il se vend à plus de quatre millions d'exemplaires dans le monde.

## Liste des chansons
| No  | Titre                      | Producteur(s)                                   | Durée |
| --- | -------------------------- | ----------------------------------------------- | ----- |
| 1.  | Holler                     | - Jerkins - LaShawn "The Big Shiz" Daniels      | 4:15  |
| 2.  | Tell Me Why                | - Jerkins - Daniels                             | 4:13  |
| 3.  | Let Love Lead the Way      | - Mason Jr. - Jerkins - Daniels                 | 4:57  |
| 4.  | Right Back at Ya           | - Uncle Freddie - Daniels - Kennedy - Sue Drake | 4:09  |
| 5.  | Get Down with Me           | - Jerkins - Smith - Daniels                     | 3:45  |
| 6.  | Wasting My Time            | - Uncle Freddie - Daniels                       | 4:13  |
| 7.  | Weekend Love               | - Jerkins - Daniels                             | 4:04  |
| 8.  | Time Goes By               | - Jerkins - Uncle Freddie - Daniels             | 4:51  |
| 9.  | If You Wanna Have Some Fun | Jimmy Jam and Terry Lewis                       | 5:25  |
| 10. | Oxygen                     | Jimmy Jam and Terry Lewis                       | 4:55  |
| 11. | Goodbye                    | - Stannard - Rowe                               | 4:35  |

| 12. | Holler (MAW Remix) | - Jerkins - Daniels - Masters at Work | 8:30 |

## Fiche technique

### Interprètes
- Victoria Beckham : chant
- Emma Bunton : chant
- Melanie Brown : chant
- Melanie Chisholm : chant
- Adrian Bushby : ingénieur du son
- LaShawn "The Big Shiz" Daniels : producteur
- Jake Davies : assistant ingénieur

### Classements hebdomadaires
| Classement (2000)                  | Meilleure position |
| ---------------------------------- | ------------------ |
| Australie (ARIA)                   | 9                  |
| Autriche (Ö3 Austria Top 40)       | 10                 |
| Belgique (Flandre Ultratop)        | 44                 |
| Belgique (Wallonie Ultratop)       | 39                 |
| Canada (Canadian Albums)           | 6                  |
| Pays-Bas (Mega Album Top 100)      | 30                 |
| Europe                             | 5                  |
| Finlande (Suomen virallinen lista) | 24                 |
| France (SNEP)                      | 43                 |
| Allemagne (Media Control AG)       | 6                  |
| Grèce                              | 4                  |
| Hongrie (Mahasz)                   | 20                 |
| Islande                            | 14                 |
| Irlande (IRMA)                     | 15                 |
| Italie (FIMI)                      | 11                 |
| Japon                              | 12                 |
| Malaisie                           | 2                  |
| Nouvelle-Zélande (RIANZ)           | 25                 |
| Norvège (VG-lista)                 | 26                 |
| Écosse (OCC)                       | 4                  |
| Espagne                            | 26                 |
| Suède (Sverigetopplistan)          | 24                 |
| Suisse (Schweizer Hitparade)       | 11                 |
| Royaume-Uni (UK Albums Chart)      | 2                  |
| États-Unis (Billboard 200)         | 39                 |